# Inmaculada Cebrián
Inmaculada Cebrián López es una economista española. 

## Biografía
Licenciada y doctorada en Ciencias Económicas por la Universidad de Alcalá, en 1987 entró en el Departamento de Fundamentos de Economía de dicha universidad. Se ha especializado en el ámbito de la economía laboral, a la que ha dedicado gran parte de sus trabajos de investigación, en cuestiones como el desempleo, la precariedad laboral, las desigualdades salariales por razón de género... Ha realizado varias estancias en universidades del extranjero, como en la Universidad de Mánchester y la Universidad Católica de Milán. Actualmente continúa en la Universidad de Alcalá, donde imparte clases de Economía Laboral, Macroeconomía y Teoría Económica.